# Futurama - Il colpo grosso di Bender
Futurama - Il colpo grosso di Bender (Futurama: Bender's Big Score) è il primo dei quattro lungometraggi basati sulla serie animata televisiva Futurama. In Italia il DVD del film è stato distribuito a partire dal 18 marzo 2008. Il disco presenta audio in Dolby Digital 5.1 e dei contenuti inediti, comprese scene eliminate, un fumetto della serie e una parodia del documentario Una scomoda verità di Al Gore.
Il film è stato trasmesso a puntate su Italia 1 da lunedì 28 settembre a venerdì 2 ottobre 2009.

## Trama
Due anni prima degli eventi raccontati, i dirigenti del Canale Box (una presa in giro della Fox) cancellarono il contratto con la Planet Express. Ora questi dirigenti sono stati licenziati e trasformati in una fine polvere rosa detta Torgo's, così la Planet Express è "tornata in onda". Celebrano l'evento con una festa, durante la quale Hermes viene decapitato e il suo corpo schiacciato. La sua testa viene messa in un barattolo mentre il suo corpo viene riparato. L'uomo che esegue la procedura, Lars Fillmore, percepisce fin dall'inizio un legame speciale con Leela, facendo imbronciare Fry.
Durante una consegna al pianeta "Spiaggia per nudisti" Leela scopre un tatuaggio a forma di testa di Bender sul sedere di Fry, di cui Fry non era a conoscenza. Mentre stanno sulla spiaggia, un trio di alieni cerca di ottenere da tutto l'equipaggio della Planet Express dati personali come, per esempio, il loro indirizzo di posta elettronica.
Una volta ritornati sulla Terra, l'intero equipaggio riceve centinaia di messaggi di posta elettronica pubblicitari. L'equipaggio risponde alle offerte e Bender viene infettato dal virus iObey. Il professor Farnsworth viene convinto a firmare un documento che permetterà ai tre alieni di rilevare la sua azienda. Il virus di Bender lo obbliga a ubbidire agli invasori. Gli alieni scoprono il tatuaggio di Fry, nel quale scoprono essere celato uno speciale codice binario che permette a chiunque lo pronunci di viaggiare nel tempo tramite una temposfera. Mordicchio spiega che usando quel codice l'universo potrebbe venire distrutto, ma viene ignorato.
Considerato il fatto che il timecode permette di viaggiare solo nel passato, gli alieni spediscono Bender, su sua proposta, a rubare gli oggetti preziosi del passato, per poi aspettare in una caverna sotto la Planet Express. In questo momento Hermes chiede a Bender di viaggiare indietro nel tempo e di uccidere una sua versione precedente per sostituire il suo corpo. Il professore analizza il timecode e scopre che tutti i duplicati dal passato, incluso il nuovo corpo di Hermes, sono anomalie che causano squilibrio, rischiando di strappare la fibra del rapporto causa ed effetto, in quanto non dovrebbero esistere, e sono per tanto condannati in anticipo. Analizzando il corpo duplicato di Ermes, il professore, scopre che emana un livello di sventura fuori scala, ed è solo questione di tempo prima che gli accada qualcosa che lo distrugga.
Dopo che Bender ha rubato tutto il possibile dal passato, gli alieni decidono di distruggere il timecode uccidendo Fry e cancellando la memoria di Bender. Fry usa il timecode per scappare al 1º gennaio 2000, il giorno in cui fu congelato. Bender, spedito indietro nel tempo per trovarlo e ucciderlo, crea un duplicato di sé stesso quando si trova nel bisogno di dover utilizzare il bagno. Fry riesce, nonostante la presenza del duplicato, a scappare (imprigionando il clone nel tubo della criogenia mentre questi stava attivando l'autodistruzione). Bender trascorre i successivi dodici anni cercandolo, facendo anche saltare in aria la pizzeria del vecchio signor Panucci mentre Fry è al suo interno.
Quando Bender torna per raccontare il suo apparente successo, gli alieni cancellano il timecode e il virus dell'obbedienza. Bender e Fry, tuttavia, si riuniscono al gruppo durante il suo funerale. Fry, infatti, una volta arrivato nel 2000, torna dal signor Panucci per mangiare una pizza, ma avendo nel portafoglio solo dollari del 3000, ritorna al laboratorio di criogenia per mangiare quella che aveva consegnato la notte di Capodanno del 1999, e per poterla mangiare calda decide di tornare un'ora indietro col timecode. Cerca poi di prendere i soldi dal portafoglio del Fry congelato, ma scivola e finisce anche lui dentro la capsula di criogenia, tornando nel futuro. Arrivato nel 3000, lascia uscire il suo alter ego e si ricongela per altri 7 anni, in modo da impedire di divenire un duplicato e di ricongiungersi con gli altri nel 3007. Di conseguenza, quello che Bender ha ucciso nel 2012 era un duplicato di Fry, generato dalle azioni di quest'ultimo con il timecode. Mordicchio distrugge il tatuaggio con il codice per evitare che gli alieni lo riusino ulteriormente.
Tutti ora vivono in povertà a causa degli alieni, mentre Leela e Lars decidono di sposarsi. Al matrimonio il corpo di Hermes viene distrutto dalla caduta del lampadario. Il professore spiega che, essendo un duplicato del timecode, era inevitabilmente condannato. A questo punto Lars mostra segni di agitazione e annulla il matrimonio.
Il presidente della Terra Richard Nixon è stato tratto in inganno e ha venduto la Terra agli alieni, facendo evacuare tutti dal pianeta. Assemblano una flotta di attacco e sconfiggono la flotta degli alieni, costruita da Morti Nere in oro massiccio. Gli alieni minacciano l'equipaggio con un dispositivo che Bender ha rubato per loro chiamato Sferoboom, ma il loro piano fallisce perché Bender in realtà li ha raggirati. L'equipaggio spara il dispositivo sulla navicella spaziale nemica, distruggendola.
Fry capisce che Leela è ancora triste dal fatto che Lars l'abbia lasciata sull'altare e prova a farli tornare insieme. La riunione fallisce per opera di Nudar, il capo degli alieni, sopravvissuto all'esplosione. Nudar rivela che il timecode esiste ancora su Lars. Questi lo inganna facendolo arrivare a contatto con il tubo della criogenia dove c'era il duplicato di Bender congelato mille anni prima che, esplodendo (a causa dell'autodistruzione attivata prima del congelamento), uccide sia Nudar che Lars. L'esplosione disintegra parte dei vestiti di Lars, rivelando il tatuaggio con il timecode. Un flashback spiega che Lars è il duplicato di Fry che si era formato a seguito del riutilizzo del timecode nel 2000. Sopravvisse all'attacco di Bender del 2012, che gli bruciò i capelli e ferì la laringe, cambiandogli il tono della voce. Dopo avere capito che in realtà lui era il Lars del 3007 (vedendo una fotografia di lui stesso con Leela) il duplicato di Fry si era congelato ed era ritornato nel futuro per stare con la sua amata. Dopo avere capito di essere condannato, essendo un duplicato, Lars aveva annullato il matrimonio per non causare dolori maggiori a Leela.
Durante il funerale, Bender rimuove il tatuaggio da Lars e viaggia un'ultima volta indietro nel tempo per posizionarlo sul Fry congelato. Al suo ritorno Bender dice a tutte le sue copie di abbandonare la caverna con lui invece di aspettare il momento in cui sarebbero dovute risalire. L'enorme numero di paradossi del tempo causati da Bender causano una gigantesca lacerazione dell'universo.

## Doppiatori e personaggi
| Personaggio                  | Doppiatore originale | Doppiatori italiani   |
| ---------------------------- | -------------------- | --------------------- |
| Philip J. Fry                | Billy West           | Fabrizio Manfredi     |
| Bender                       | John DiMaggio        | Dario Penne           |
| Turanga Leela                | Katey Sagal          | Pinella Dragani       |
| Professor Farnsworth         | Billy West           | Sergio Graziani       |
| Dottor Zoidberg              | Billy West           | Claudio Fattoretto    |
| Amy Wong                     | Lauren Tom           | Rossella Acerbo       |
| Hermes Conrad                | Phil LaMarr          | Simone Mori           |
| Mordicchio                   | Frank Welker         | Massimo De Ambrosis   |
| Zapp Brannigan               | Billy West           | Alessandro Rossi      |
| Kif Kroker                   | Maurice LaMarche     | Vittorio Stagni       |
| Lars Fillmore                | Billy West           | Riccardo Rossi        |
| Nudar                        | David Herman         | Oliviero Dinelli      |
| Schlump                      | Maurice LaMarche     | Enrico Pallini        |
| Fleb                         | Frank Welker         |                       |
| Cubert Farnsworth            | Kath Soucie          | Corrado Conforti      |
| Dwight Conrad                | Phil LaMarr          | Roberto Gammino       |
| LaBarbara Conrad             | Dawnn Lewis          | Tiziana Avarista      |
| Richard Nixon                | Billy West           | Michele Gammino       |
| Scruffy                      | David Herman         | Toni Orlandi          |
| Babbo Natale                 | John DiMaggio        | Renato Mori           |
| Barbados Slim                | John DiMaggio        | Roberto Draghetti     |
| Robot Edonista               | Maurice LaMarche     | Maurizio Fiorentini   |
| Ethan "Gomma americana" Tate | Phil LaMarr          | Massimiliano Virgilii |
| "Sweet" Clyde                | David Herman         | Vladimiro Conti       |
| "Curly" Joe                  | John DiMaggio        | Gianluca Machelli     |
| Elzar                        | John DiMaggio        | Vittorio De Angelis   |
| Linda                        | Tress MacNeille      |                       |
| Morbo                        | Maurice LaMarche     | Sandro Sardone        |
| Robot Kwanzaa                | Coolio               | originale             |
| Turanga Munda                | Tress MacNeille      | Tiziana Avarista      |
| Al Gore                      | sé stesso            | Antonio Sanna         |
| Chanukah Zombie              | Mark Hamill          | originale             |
| Timmy                        | Tress MacNeille      |                       |
| Hattie McDoogal              | Tress MacNeille      |                       |
| Lauren Cahill                | Tress MacNeille      | Federica Bomba        |
| Signor Panucci               | John DiMaggio        | Angelo Nicotra        |
| Leroy                        | Maurice LaMarche     | Wladimiro Grana       |
| Yancy Fry III                | Tom Kenny            |                       |
| Michelle                     | Sarah Silverman      | Tiziana Avarista      |
| Dottoressa Shlovinowitz      | Tress MacNeille      | Eleonora De Angelis   |
| Padre Changstien El-Gamahl   | David Herman         | Toni Orlandi          |

## Accoglienza

### Critica
Secondo i rapporti del sito internet Rotten Tomatoes, il 100% della critica ha dato una recensione positiva.

## Citazioni e riferimenti
- Quando il professor Farnsworth dice che viaggiare nel tempo è impossibile Fry gli ricorda che loro l'hanno già fatto (riferendosi all'episodio Il nonno di se stesso), ma il professore dice di non ricordarselo.
- Quando Fry torna nel 2000 per rivivere la sua vita, nell'alloggio appende un calendario de I Griffin.
- Al museo delle teste, tra gli scaffali si possono notare quelle di Eric Cartman (da South Park) e di Apu (da I Simpson).
- Parte del film è ispirata ai film Terminator e Terminator 2 - Il giorno del giudizio: un robot viene inviato nel passato a uccidere una persona; infatti, Bender è un robot ed è inviato a uccidere Fry, indossa un paio di occhiali da sole e pronuncia anche una sua versione della celebre battuta «Hasta la vista, baby!».
- Nella fabbrica del Babbo Natale robot, i conigli con un solo orecchio che vengono prodotti fanno riferimento al protagonista di uno dei primi fumetti realizzati da Matt Groening, Life in Hell.